# 齐立
齐立（1957年—），中国字体设计师。曾任方正字库字体高级字体设计师。主要代表作品有方正倩体系列（粗倩、中倩、细倩）、兰亭宋、微软雅黑的汉字部分、兰亭黑、汉仪旗黑等。

## 生平
1984年以优异的成绩（美术字第一名）考入上海印刷技术研究所字体研究室，专职从事字体设计工作，师从著名字体设计师谢培元老师，系统的学习了活字设计理论，多次担任课题组长。1990年设计的“硬楷”获日本森泽国际印刷字体大赛评审委员奖。之后进入北大方正。微软公司自Windows Vista 之后的简体中文版系统默认字体微软雅黑中的汉字部分即为齐立的设计。

## 作品列表
- 方正胖娃（1999年）
- 方正稚艺（1999年）
- 方正倩体系列（1999年）[2]
- 方正剪纸（2002年）
- 方正兰亭宋（2003年）[3]
- 兰亭黑（2006年）[4]
- 汉仪旗黑（2015年）[5]
- 方正黑隶家族（2016年）[2]

## 获奖记录
- 1990年：（硬楷）获日本森泽国际印刷字体大赛评审委员奖。
- 1991年：（新宋）获華康公司第一届中文字体设计比赛佳作奖。
- 1991年：（美术行书）获華康公司第一届中文字体设计比赛佳作奖。
- 1992年：（细楷）获中国新闻出版局主办的第一届上海地区印刷新字体、新字样设计评选第三名。